# Теория теплоёмкости Эйнштейна
Квантовая теория теплоёмкостей Эйнштейна была создана Эйнштейном в 1907 году при попытке объяснить экспериментально наблюдаемую зависимость теплоёмкости от температуры.
При разработке теории Эйнштейн опирался на следующие предположения:
- Атомы в кристаллической решётке ведут себя как гармонические осцилляторы, не взаимодействующие друг с другом.
- Частота колебаний всех осцилляторов одинакова и равна {\displaystyle \nu =\omega /2\pi }.
- Число осцилляторов в 1 моле вещества равно {\displaystyle 3N_{a}}, где {\displaystyle N_{a}} — число Авогадро.
- Энергия их квантования: {\displaystyle \varepsilon =n\hbar \omega }, где {\displaystyle n\in {\mathbb {N} }}, {\displaystyle \hbar } — редуцированная постоянная Планка (постоянная Дирака).
- Число осцилляторов с различной энергией определяется распределением Больцмана

{\displaystyle N_{n}=N_{0}\exp \left(-{\hbar \omega  \over kT}n\right),}
где {\displaystyle k} — постоянная Больцмана, {\displaystyle T} — термодинамическая температура.
Внутренняя энергия 1 моля вещества:
{\displaystyle {\bar {U}}_{\mu }=3{\bar {\varepsilon }}N_{a}.}
Среднее значение энергии одного осциллятора {\displaystyle {\bar {\varepsilon }}} находится из соотношения для среднего значения: 
{\displaystyle {\bar {\varepsilon }}={\sum _{n=0}^{\infty }{\varepsilon _{n}N_{n}} \over \sum _{n=0}^{\infty }{\ N_{n}}}}
и составляет:
{\displaystyle {\bar {\varepsilon }}={\hbar \omega  \over \exp \left({\hbar \omega  \over kT}\right)-1},}
отсюда:
{\displaystyle {\bar {U}}_{\mu }=3N_{a}\hbar \omega {1 \over \exp \left({\hbar \omega  \over kT}\right)-1}.}
Определяя теплоёмкость как производную внутренней энергии по температуре, получаем окончательную формулу для теплоёмкости:
{\displaystyle C={dU \over dT}=3R\left({\hbar \omega  \over kT}\right)^{2}{\exp \left({\hbar \omega  \over kT}\right) \over \left(\exp \left({\hbar \omega  \over kT}\right)-1\right)^{2}}.}
Согласно модели, предложенной Эйнштейном, при абсолютном нуле температуры теплоёмкость стремится к нулю, при больших температурах, напротив, выполняется закон Дюлонга — Пти. Величина {\displaystyle \theta _{E}={\hbar \omega  \over k}} иногда называется температурой Эйнштейна.

## Недостатки теории

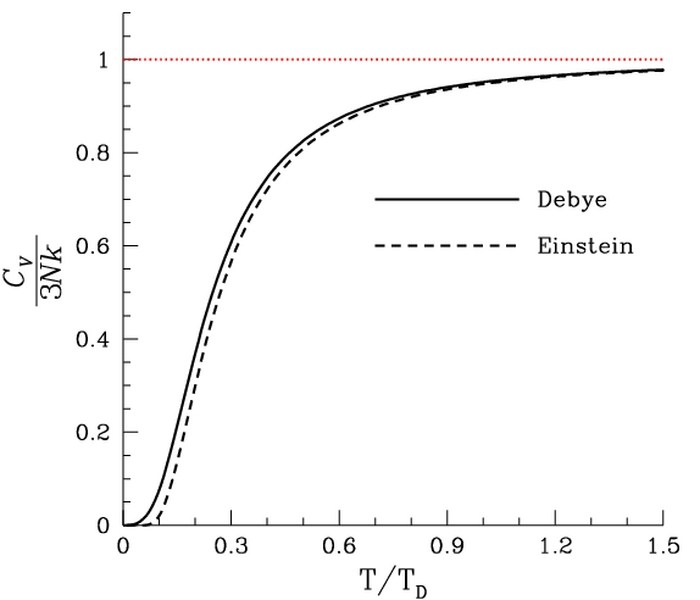
Расхождение теорий Эйнштейна и Дебая

Теория Эйнштейна, однако, недостаточно хорошо согласуется с результатами экспериментов при низких температурах, когда при стремлении температуры к нулю теплоемкость стремится к нулю гораздо медленнее, чем по теории Эйнштейна. Также теория Эйнштейна содержит неточное предположение о равенстве частот колебаний всех осцилляторов. Более точная теория была создана Дебаем в 1912 году.